# Gorefest
Gorefest (engl. für „Blutorgie“) war eine niederländische Death-Metal-Band.

## Geschichte
Gorefest wurde 1989 von dem Bassisten und Sänger Jan-Chris de Koeyer und dem Gitarristen Frank Harthoorn gegründet. Die Musik Gorefests war in den Anfangstagen reiner Death Metal und wechselte mit dem Album Soul Survivor (1996) und besonders Chapter 13 (1998) in die Death-’n’-Roll-Richtung. Das heißt, die tradierenden Death-Metal-Elemente wurden mit Elementen des Hard Rocks verbunden.
Zu ihrer Death-Metal-Phase ist der starke Carcass-Einfluss zu erwähnen, der sich vor allem in textlicher Hinsicht verdeutlichen lässt und auf dem Debütalbum Mindloss (1991) des Öfteren vertreten ist (Titel wie „Putrid stench of human remains“ oder „Tangled in gore“ oder der Bandname etc.). Das darauffolgende 1992 veröffentlichte Album False setzte sich textlich gesehen mit sozial- und gesellschaftskritischen Aspekten auseinander. False ist Gorefests Referenzwerk und besticht durch einen professionellen Sound und hohes technisches Niveau, woran die zwei neuen Bandmitgliedern Boudewijn Bonebakker (Leadgitarre) und Schlagzeuger Ed Warby beteiligt sind.
Nach der Veröffentlichung von False ging Gorefest auf Tour, mit dem Namen Insanity Tour durch Europäische Städte in den Niederlanden, Belgien, Deutschland, England, Schweden, Spanien, und Tschechien, als Vorgruppe für Deicide und Atrocity. Bei Gorefests Auftritt am 25. November 1992 im Fryshuset in Stockholm detonierte eine Bombe. Es entstand jedoch keinerlei Personenschaden. Als Täter werden entweder militante Tierschützer vermutet, die gegen die blutige Bühnenshow der Band Deicide und von ihrem Sänger Glen Benton behauptete Neigungen zum Quälen und Töten von Tieren protestieren wollten, oder aber fanatische Black-Metal-Anhänger, die Gorefest als politisch korrekte Band attackieren wollten. Gorefest hatte im Vorfeld Morddrohungen erhalten und musste die Stadt nach dem Vorfall mit einer Polizeieskorte verlassen. Als Höhepunkt dieser Tour gilt eine Aufführung auf dem Dynamo Open Air in Eindhoven. Die Tour ging weiter in Nordamerika, mit der Gruppe Death, und schloss in Mexiko-Stadt.
Ihr drittes Album Erase differiert mehr vom klassischen Death-Metal-Sound, ist mehr im mittleren Tempo- und Groovebereich angesiedelt und verfügt erstmals auch über düstere, unverzerrte Gitarrenakkorde wie im Stück Goddess in Black (engl.: Göttin in Schwarz). Das darauffolgende Album Soul Survivor läutete, wie anfangs erwähnt, Gorefests kommerziellere rockigere Phase ein. So hatte die Band die Möglichkeit, einen professionellen Videoclip zum Titel Freedom in das Airplay der Rocksendungen zu platzieren. Zudem ist die künstlerische Freiheit der Band erweitert worden. Für den klassischen Death Metal untypische Instrumente wie die Hammondorgel oder Klavierklänge belegen die stilwechselnde Seite der Band. Bonebakkers Gitarrensoli werden zusehends durch Bluesrockskalen verfeinert und de Koeijers Texte werden persönlicher und Ich-bezogener.
Der Kurs des Death ’n' Roll wurde auf Chapter 13 intensiviert. Das Songwriting verdeutlicht Parallelen zu klassischen Hardrockgruppen wie AC/DC, da die Songs gradliniger strukturiert werden. Ebenso fällt de Koeijers Gesang auf, der seinen sehr tiefen, bassigen und gutturalen Gesang erweitert und bei Songs wie „F.S. 2000“ oder „Broken Wing“ auch mit der normalen Gesangsstimme arbeitet. Obwohl dieses Album die Karriere der Band vorantrieb – so hatten sie die Möglichkeit, als Supportact für Judas Priest aufzutreten – verabschiedete Gorefest sich einerseits indirekt von den Fans der ersten Stunde, die nicht mehr soviel mit dem Sound der Band verbanden wie mit dem Death-Metal-Material, und andererseits kurze Zeit später auch (vorerst) von der Musikwelt. Die Trennung der Band resultierte aus einem Zwist zwischen dem Sänger und dem Leadgitarristen.
2004 wurde überraschenderweise die Wiedervereinigung bekanntgegeben und im Sommer auch Festivalauftritte absolviert. 2005 erschien Gorefests Comebackalbum „La Muerte“, welches sich wieder stark an der Phase von 1992 bis 1994 orientiert, also wieder in Richtung Death Metal geht, den Rockeinfluss aber nicht außen vorlässt.
Im Jahr 2007 erschien dann „Rise to Ruin“, welches den Sound von „La Muerte“ beibehält, jedoch sehr konträre Stücke bezüglich der Geschwindigkeit aufweist. Der Opener, „Revolt“, ist von der Geschwindigkeit her sehr schnell, das zweite Lied, „Rise to Ruin“, beispielsweise wiederum sehr schleppend. Auch in den anderen Stücken dieses Albums sind solche Unterschiede wiederzufinden. Den Aufbau der Lieder betreffend gibt es hier ebenfalls starke Kontraste: Im Gegensatz zu vielen anderen Death-Metal-Bands arbeiten Gorefest die Geschwindigkeit der Stücke nicht durch übermäßig schnelle oder melodische Riffs, sondern durch rasante, schnelle Soli aus, welche meist mit den für sie typischen Riffs hinterlegt sind.
2009 verkündete die Band ihre erneute Auflösung.

## Diskografie
- 1989: Tangled in Gore (Demotape)
- 1990: Horrors in a Retarded Mind (Demotape)
- 1991: Mindloss (Foundation 2000)
- 1992: False (Nuclear Blast Records)
- 1992: Live Misery (7"-Live-EP, Cenotaph Records)
- 1992: Promotape 1992 (Nuclear Blast Records)
- 1993: The Eindhoven Insanity (Live, Relapse Records/Nuclear Blast Records)
- 1994: Erase (Nuclear Blast Records)
- 1994: Fear (EP, Nuclear Blast Records)
- 1996: Freedom (CD/Single, Nuclear Blast Records)
- 1996: Soul Survivor (Relapse Records/Nuclear Blast Records)
- 1998: Chapter 13 (SVP / Steamhammer)
- 2005: La Muerte (Nuclear Blast Records)
- 2007: Rise to Ruin (Nuclear Blast Records)

## Medien
- Interview im Magazin Rock Hard, Ausgabe 223, 12/2005, Seite 66f.